# Mont Hunter (Alaska)
Pour les articles homonymes, voir Hunter.

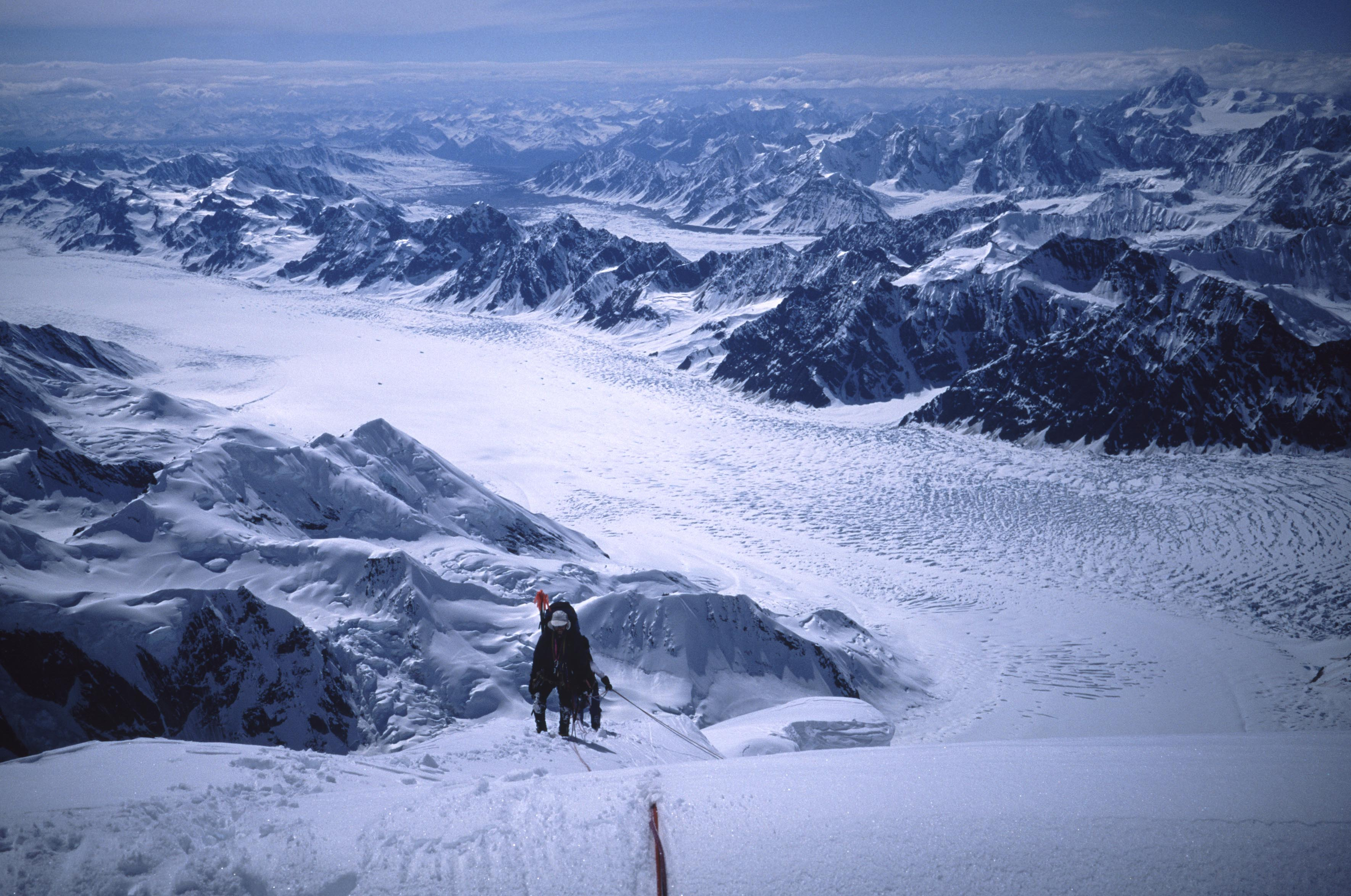
Vue depuis l'arête sud-ouest à environ 3200 m d'altitude.

Le mont Hunter, ou Begguya, est une montagne située dans le parc national et réserve de Denali en  Alaska aux États-Unis. Elle se trouve à environ 13 km au sud du mont McKinley (Denali), le point culminant de l'Amérique du nord. Son nom amérindien Begguya signifie « enfant » (du Denali) en dena'ina. Le mont Hunter est le troisième sommet le plus élevé de la chaîne d'Alaska.

## Toponymie
Le nom amérindien de la montagne est Begguya, ce qui signifie « enfant » (du Denali). Les premiers prospecteurs font d'abord référence à cette montagne sous le nom de mont Roosevelt. En 1903, Robert Dunn, un journaliste pour le New York Commercial Advertiser, visite la région dans le cadre de la tentative de Frederick Cook de gravir le mont McKinley. Il nomme une montagne proéminente — située au nord-ouest du mont McKinley — en l'honneur de sa tante Anna Falconnet Hunter (1885–1941), qui avait financé son voyage. Cette montagne était, en réalité, un sommet différent connu aujourd'hui sous le nom de dôme Kahiltna. Le nom mont Hunter est repris et attribué par erreur à l'actuel mont Hunter par un géomètre fédéral en 1906.
En octobre 2010, le sommet Sud est nommé mont Stevens (en), d'après Ted Stevens (1923–2010), sénateur de l'Alaska entre 1968 et 2009, qui était décédé dans un accident d'avion en août de la même année

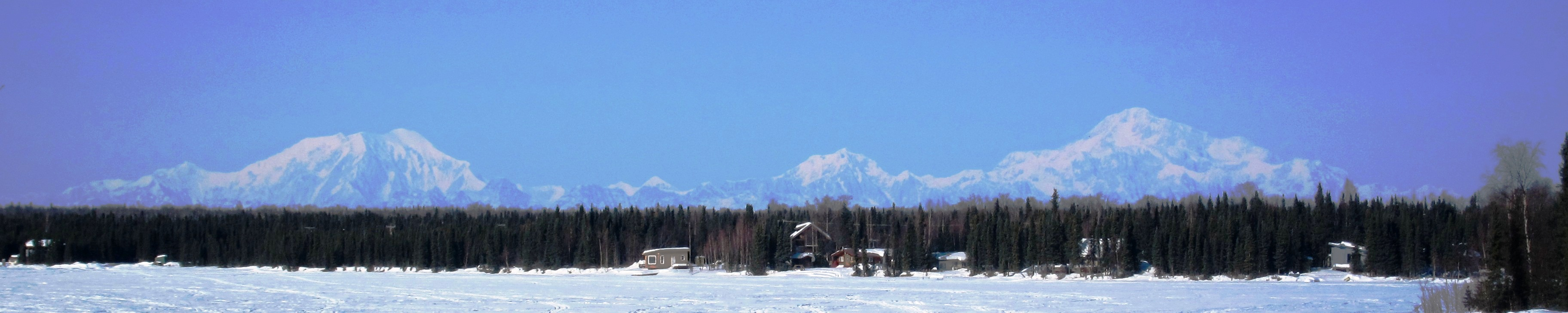
Vue du mont Hunter, entre le mont Foraker et le mont McKinley.

## Géographie
Le mont Hunter possède une structure complexe : il est surmonté par un vaste plateau glaciaire qui relie le sommet Nord, le plus élevé, et le sommet Sud (4 257 m). De longues crêtes se prolongent dans différentes directions ; des pentes extrêmement raides les séparent.

## Histoire
Bien que le mont Hunter soit moins élevé que le mont McKinley, son ascension est plus difficile en raison de ses parois abruptes.
Fred Beckey, Heinrich Harrer et Henry Meybohm réalisent la première ascension en 1954, en passant par la longue arête ouest. Il s'agit à l'époque d'un exploit et certaines techniques employées — telles que la pointe avant — étaient encore peu employées dans le milieu de l'escalade.
En 1977, Michael Kennedy et George Lowe ouvrent une voie sur la face nord-ouest du mont Hunter. Cette paroi abrupte de roche et de glace a été depuis le théâtre de nombreuses ascensions difficiles.

### Ascensions notables
- 1954 : West Ridge, première ascension du pic par Fred Beckey, Heinrich Harrer et Henry Meybohm[5].
- 1979 : South Spur par John Mallon Waterman (en solitaire, 145 jours)[6].
- 1981 : Moonflower Buttress (Alaska Grade 6: 5.8 A3 AI6 6100'), jusqu'à la dernière barre rocheuse par Mugs Stump et le Néo-zélandais Paul Aubry[7].
- 1983 : Moonflower Buttress jusqu'au sommet, première ascension complète réalisée par Todd Bibler et Doug Klewin[7].
- 1989 : Northwest Face, première ascension par Conrad Anker et Seth 'S.T.' Shaw, sommet atteint le 3 juillet 1989[8].
- 1994 : Deprivation (Alaska Grade 6, Alpine ED+, 90° ice) par Scott Backes et Mark Francis Twight[9].
- 1994 : Wall of Shadows (Alaska Grade 6, AI6+ 5.9 A4), par Greg Child et Michael Kennedy[10].

### Sources et bibliographie
- (en) Michael Wood et Colby Coombs, Alaska : A Climbing Guide, Seattle, Mountaineers Books, 2002, 206 p. (ISBN 0-89886-724-X, lire en ligne)